# Reduktone
Reduktone sind organisch-chemische Verbindungen, die an den beiden Kohlenstoffatomen einer C=C-Doppelbindung zwei Hydroxygruppen tragen („Endiole“) sowie zusätzlich direkt am benachbarten Kohlenstoffatom eine Carbonylgruppe aufweisen.
Die Doppelbindung dieser Endiole ist wegen der Konjugation mit der  Carbonylgruppe stabilisiert; daher liegt im tautomeren Gleichgewicht („Keto-Enol-Tautomerie“) hauptsächlich die Endiolform und nicht die Ketoform vor. Als vinyloge Carbonsäuren reagieren Reduktone sauer.
Die Bezeichnung geht auf Hans Karl August Simon von Euler-Chelpin zurück, der diese Stoffklasse 1930 entdeckte.
Er erhitzte Glucose mit Natronlauge und erhielt eine Substanz mit der Summenformel C3H4O3, die stark reduzierend wirkte. Diese Substanz wird heute als Hydroxypropandial oder Hydroxymalonaldehyd bezeichnet.

## Struktur und Tautomerie
| Tartronaldehyd (Trioseredukton) bzw. Hydroxypropandial | Ascorbinsäure (Vitamin C) | Reduktinsäure | Acetylformoin                                           |
| ------------------------------------------------------ | ------------------------- | ------------- | ------------------------------------------------------- |
|                                                        |                           |               |                                                         |
| (links die Endiolform, rechts das Hydroxypropandial)   |                           |               | (links die Endiolform, rechts das cyclische Halbacetal) |

## Bedeutung
Sowohl in der Natur als auch in der Lebensmittelchemie spielen Reduktone eine wichtige Rolle als Antioxidantien, schützen also empfindliche Biomoleküle vor Sauerstoff, Hydroxyl-Radikalen und anderen stark oxidierenden Teilchen. Allerdings zerstören sie bei längerer Lagerung von Lebensmitteln auch deren Geruchs- und Geschmacksstoffe. Möglicherweise sind sie auch an der Bräunung von Brot, Kaffee und Malz beteiligt; für Acetylformoin ist das Vorkommen als reaktive Zwischenstufe bei Bräunungsreaktionen unter Anwesenheit von Glucose belegt.